# Сиди-Али
Сиди-Али (араб. بحيرة أكلمام سيدي علي‎) — горное озеро в Среднем Атласе Марокко, административно относится к области Драа — Тафилалет.
Озеро с площадью зеркала около 500 га расположено на высоте около 2100 м над уровнем моря. В местами болотистой долине озера (17,5 км²) и на склонах окружающих гор (высотой до 2395 м) произрастают атласские кедры. На берегах произрастает камыш, щавель и ситник. В озере много водорослей и рыбы: форель, карп, окунь, щука, линь, плотва.
Зимой берега обычно покрыты снегом, летом используются как пастбище. Годовая норма осадков в долине — 1100 мм.